# Avicenna (månkrater)
Avicenna är en nedslagskrater på månen. Avicenna har fått sitt namn efter den persiske vetenskapsmannen Avicenna.
Kratern har en diameter på ungefär 72 km.

## Satellitkratrar
| Avicenna | Latitud | Longitud | Diameter |
| -------- | ------- | -------- | -------- |
| E        | 40.0° N | 91.1° V  | 25 km    |
| G        | 39.0° N | 92.0° V  | 26 km    |
| R        | 38.9° N | 100.1° V | 21 km    |